# 斎藤就実
斎藤 就実（さいとう なりざね）は、江戸時代初期の武士。毛利氏家臣で長州藩士。父は斎藤元助。

## 生涯
長州藩士・斎藤元助の嫡男として生まれ、慶長17年（1612年）2月1日に毛利秀就の加冠状を受けて元服。「就」の偏諱を与えられて「就実」と名乗った。元和7年（1621年）5月1日には毛利輝元から「次兵衛尉」の百官名を与えられた。
寛永4年（1627年）12月4日、父・元助に先立って死去。嫡男の就幸が後継となった。